# ماریانو رومور
ماریانو رومور (ایتالیایی: Mariano Rumor؛ ۱۶ ژوئن ۱۹۱۵ – ۲۲ ژانویهٔ ۱۹۹۰) یک سیاست‌مدار و دیپلمات اهل ایتالیا بود که از تاریخ ۱۲ دسامبر ۱۹۶۸ تا تاریخ ۶ اوت ۱۹۷۰ و بار دیگر  از تاریخ  ۲۶ ژوئیه ۱۹۷۳ تا تاریخ ۲۳ نوامبر ۱۹۷۴ سمت نخست وزیری, از تاریخ  ۲۳ نوامبر ۱۹۷۴ تا تاریخ  ۲۹ ژوئیه ۱۹۷۶ سمت وزارت امورخارجه, از تاریخ  ۲۱ ژوئن ۱۹۶۳ تا تاریخ ۴ دسامبر ۱۹۶۳ و بار دیگر از  ۱۷ فوریه ۱۹۷۲ تا تاریخ  ۷ ژوئیه ۱۹۷۳ سمت وزارت کشور و در نهایت از تاریخ ۱۵ فوریه ۱۹۵۹ تا تاریخ ۲۱ ژوئن ۱۹۶۳ سمت وزارت کشاورزی ایتالیا را برعهده داشت.